# Навал де Талкауано
Депортес Навал де Талкауано, известен и като Клуб Депортиво и Сосиал Навал, (на испански: Deportes Naval de Talcahuano, Club Deportivo y Social Naval) е бивш чилийски професионален футболен отбор от Талкауано, регион Биобио. Основан е на 21 май 1944 г. под името Асосиасион Навал де Футбол и е собственост на Военноморските сили на Чили. С влизането си във втора дивизия през 1968 г. той добива професионален статут. През 1991 г. е разформирован заради финансови затруднения. Най-големите успехи на клуба са шампионската титла на втора дивизия през 1971 и участието на финал за Копа де ла Република през 1983 г. За неофициален наследник на отбора се счита основаният през 1972 г. Депортес Навал.

## Известни бивши футболисти
- Марсело Рамирес
- Оскар Ерера
- Умберто Елгета

## Успехи
- Примера Б:
  - Шампион (1): 1971
  - Вицешампион (1): 1978
- Копа де ла Република:
  - Финалист (1): 1983
- Кампеонато де Апертура де ла Сегунда Дивисион де Чиле:
  - Финалист (1): 1969
- Кампеонато Рехионал де Футбол:
  - Шампион (8): 1949, 1951, 1952, 1953, 1954, 1955, 1957, 1967
  - Вицешампион (4): 1956, 1958, 1959, 1960

## Рекорди
- Най-голяма победа в Примера Дивисион: 8:1 срещу Нюбленсе, 1982 г.
- Най-голяма загуба в Примера Дивисион: 8:0 срещу Коло Коло, 1980 г.
- Най-предно класиране в Примера Дивисион: 5-о място
- Най-много голове в Примера Дивисион: Оскар Ерера – 76